# Mount Davis (Pennsylvania)
Der Mount Davis ist mit 979 m der höchste Punkt von Pennsylvania. Er befindet sich in den wenig erschlossenen Allegheny Mountains. Auf dem Gipfel liegt ein Observatorium mit Aussichtsplattform.
Benannt ist er nach dem Kriegsveteran, Eigentümer des Berges und Überlebenskünstler John Nelson Davis.